# Северен Сентинел
Северен Сентинел (на английски: North Sentinel Island) е остров от Андаманския архипелаг в Бенгалския залив. Островът е обграден с коралови рифове и по-голямата част от него е покрита с гори.
Северен Сентинел е родина на сентинелците, коренното население на острова. Тяхната популация към 2018 г. е оценена на 39 души. Те отказват контакт с външни хора и са настроени изключително враждебно към тях. Това е едно от последните племена, с които все още не е установен контакт. Тъй като евентуален досег с външни лица може да донесе болести, към които сентинелците нямат имунитет, или да предизвика насилие, около острова е установена забранена зона с радиус 4,8 km.

## История
Най-ранните сведения за Северен Сентинел датират от 1771 г., когато британският топограф Джон Ричи наблюдава множество светлини от хидрографски кораб на Британската източноиндийска компания, когато минава покрай острова. През същата година индийски търговски кораб засяда на коралов риф близо до острова. 106 души от екипажа стигат до плажа на острова с лодка и се отбраняват от атаките на сентинелците. По-късно биват спасени от екип на Кралския военноморски флот.
Експедиция, целяща опознаването на племето и традициите му, успешно пристига на острова през 1880 г. Групата открива мрежа от пътеки и няколко изоставени селища. След няколко дни шест сентинелци (възрастна двойка и четири деца) биват пленени и изпратени в Порт Блеър. Офицерът, отговорен за отвличането, съобщава, че пленниците бързо се разболяват. След като възрастните хора умират, четирите деца са изпратени обратно на острова с много подаръци. Втора експедиция е направена до Северен Сентинел през 1883 г., при която са оставени множество подаръци.
През 1967 г. индийски изследователски групи се опитват да установят приятелски отношения с коренното население и слизат на острова веднъж на няколко години. Два товарни кораба засядат на кораловите рифове до острова през 1977 г. и 1981 г. Екипажите им са спасени, а скоро след това сентинелците започват да плячкосват желязо от корабите. През 1991 г. работници демонтират корабите.
Първият приятелски контакт с туземците е осъществен от Трилокинат Пандит през 1991 г. Индийците спират да посещават острова през 1997 г.
През 2006 г. двама рибари, загубили се на острова, са убити от сентинелци.

## Цунами от 2004 г.
Земетресението от 2004 г. в Индийския океан предизвиква огромно цунами. Сентинелците оцеляват. Това е било неочаквано за учените, имайки предвид многобройните жертви в съседните райони. Промяната на амплитудата и честотата на морските вълни, както и на поведението на домашните животни, са предупредили племената, че се задава нещо опасно. Много скоро след това туземците се изнасят към по-високите части на острова. Три дни след цунамито индийското правителство изпраща хеликоптер, за да ги наблюдава. В отговор сентинелците хвърлят камъни и стрелят с лъкове по летателния апарат.

## География
Преди земетресението от 2004 г. островът е имал площ от 72 km² и квадратна форма. Земетресението, обаче, повдига тектонската плоча под острова, повдигайки го с 1 – 2 m. Заобикалящите го коралови рифове се оголват и се превръщат в нова земя и плитки лагуни. Това увеличава границите на Северен Сентинел с около километър на запад и юг. С изключение на плажа, по-голямата част от острова е покрита с гори.

## Политически статут
От 1947 г. островът е част от съюзната територия Андамански и Никобарски острови на Индия. Но тъй като никога не е имало преговори с населението на Северен Сентинел, нито е имало окупация, островът е де факто автономен регион на Индия. Днес на него се гледа като на суверенна единица, защитавана от Индия. Администрацията на Андаман и Никобар заявява през 2005 г., че няма намерения да се намесва в хабитата на сентинелците и че няма интерес да установява отново контакт с тях.